# Raja bruzdowana
Raja bruzdowana (Raja undulata) – gatunek ryby chrzęstnoszkieletowe z rodziny rajowatych (Rajidae).

## Występowanie
Północny Atlantyk od południowej Anglii do północno-zachodnich wybrzeży Afryki oraz Morze Śródziemne.
Występuje w wodach przybrzeżnych, na piaszczystym lub mulistym dnie na głębokości 200 m. 

## Cechy morfologiczne
Osiąga maksymalnie do 1,2 m długości. Ciało spłaszczone grzbietobrzusznie o kształcie rombowatej tarczy, płetwy piersiowe zaokrąglone. Pysk nieco wydłużony, rozwartokątny. Skóra grzbietu kolczasta. Wzdłuż grzbietu biegnie jeden nieregularny rząd kolców, na bokach trzonu ogonowego u samców jeszcze jeden a u samic dwa dodatkowe dwa rzędy kolców. Uzębienie składa się z 40–50 zębów. Dwie małe płetwy grzbietowe osadzone są na końcu trzonu ogonowego, blisko siebie. 
Strona grzbietowa szarobrązowa, brązowa lub żółtobrązowa, pokryta falistymi ciemnobrązowymi paskami, obramowanymi białymi punktami. Powierzchnia pysku czerwonawoszara. Strona brzuszna biała.

## Odżywianie
Żywi się małymi zwierzętami żyjącymi na dnie.

## Rozród
Ryba jajorodna. W Morzu Śródziemnym składanie ikry odbywa się wiosną, a w Atlantyku na jesień.